# Quipapá
Quipapá is een gemeente in de Braziliaanse deelstaat Pernambuco. De gemeente telt 25.603 inwoners (schatting 2009).

## Verkeer en vervoer
De plaats ligt aan de noord-zuidlopende weg BR-104 tussen Macau en Maceió. Daarnaast ligt ze aan de wegen PE-126 en PE-177.